# Cosmin (Vorname)
Cosmin ist ein rumänischer männlicher Vorname.

## Namensträger
- Eric Cosmin Bicfalvi (* 1988), rumänischer Fußballspieler, siehe Eric Bicfalvi
- Ionuț Cosmin Cazan(* 1981), rumänischer Fußballspieler, siehe Ionuț Cazan
- Cosmin Chetroiu (* 1987), rumänischer Rennrodler
- Cosmin Codin (* 1994), rumänischer Naturbahnrodler
- Cosmin Contra (* 1975), rumänischer Fußballspieler und -trainer
- Emil Cosmin Dică (* 1982), rumänischer Fußballspieler, siehe  Emil Dică
- Cosmin Matei (* 1991), rumänischer Fußballspieler
- Cosmin Moți (* 1984), rumänischer Fußballspieler
- Cosmin Olăroiu (* 1969), rumänischer Fußballspieler und -trainer
- Cosmin Alin Popescu (* 1974), rumänischer Umweltingenieur und Hochschullehrer
- Cosmin Salasan (* 1970), rumänischer Hochschullehrer für Agrarmanagement und Beratung
- Cosmin Vâtcă (* 1982), rumänischer Fußballspieler